# 한네 다보벤

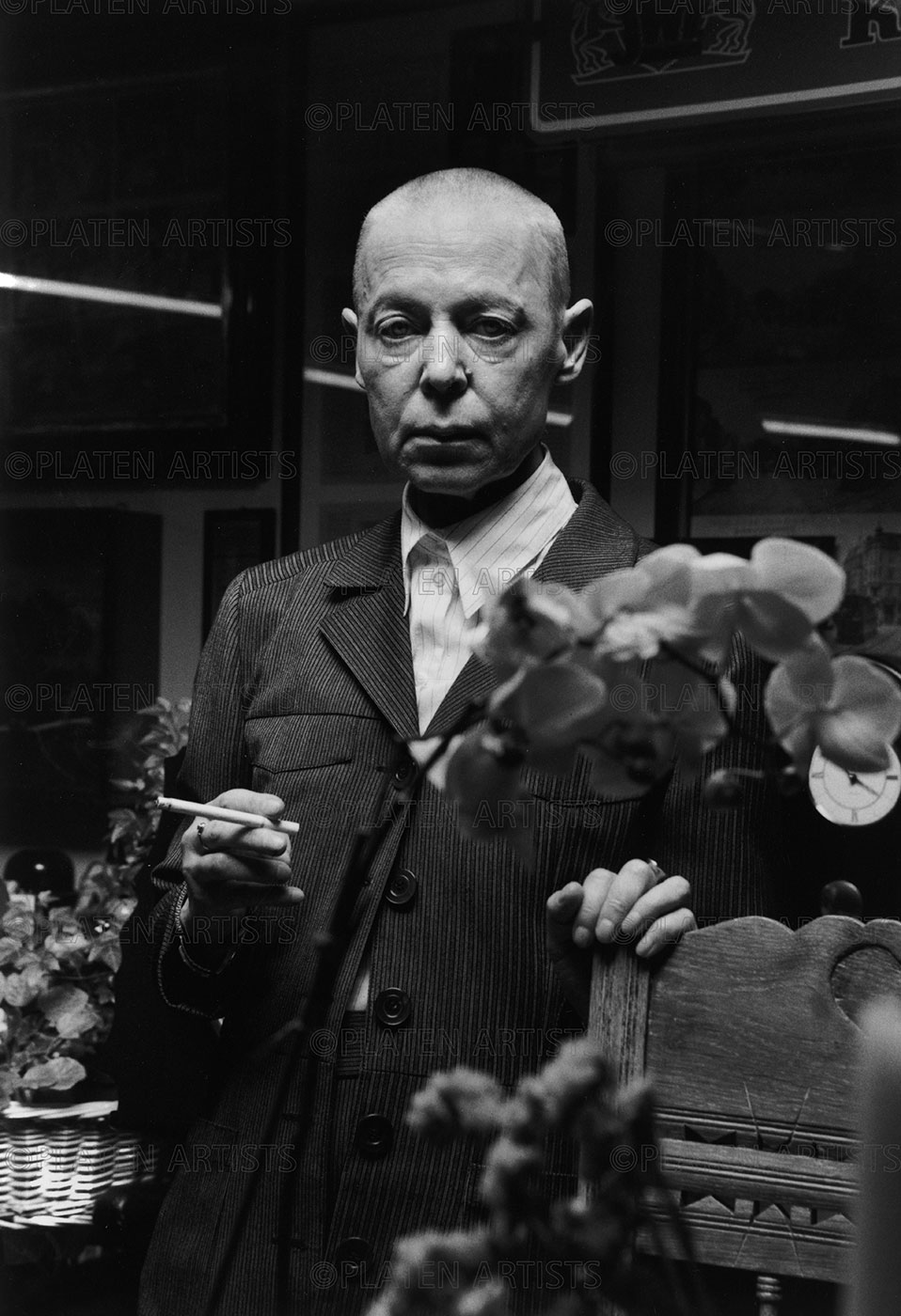

한네 다보벤(1941년 4월 29일 뮌헨 출생, 2009년 3월 9일 함부르크 사망)은 독일 여성 개념주의 예술가이다. 그는 손으로 적은 숫자표로 구성된 대규모 미니멀리즘 설치작품으로 잘 알려져 있다.

## 어린 시절과 경력
한네 다보벤은 함부르크의 남부 교외지역인 뢰네부르크에서 어린시절을 보냈다. 그는 케사르 다보벤과 커스틴 다보벤 사이에서 3녀 중 둘째로 태어났다. 그의 아버지는 함부르크의 성공한 사업가였다. 독일에서 다보벤 커피는 잘 알려진 브랜드이다.
다보벤은 피아니스트로 잠시 활동하다, 1962년부터 1965년까지 함부르크 조형예술대학에서 빌렘 그림, 테오 가르베, 알미르 마비그니에 등에게 사사했다. 1966년부터 1968년까지 다보벤은 뉴욕시에 거주했다. 다보벤은 처음에는 뉴욕 예술계에 전혀 알려지지 않았다. 이후 그는 고향인 함부르크로 돌아와 2009년 사망할때까지 그곳에서 작업했다.

## 작업

### 구축 (Konstruktionen)
1966년에서 1967년 사이 겨울에 그는 솔 르윗, 칼 앙드레, 조셉 코수스 같은 미니멀리즘의 대표 작가들을 만났다. 이후 곧 그는 격자 종이에 일련의 숫자들을 그린 연작 작품을 내놓기 시작했다. 이 숫자들은 표준 그레고리력의 년월일을 기록한 4자리에서 6자리의 숫자들을 개인적으로 정한 방식에 따라 순서대로 복잡하게 더하고 곱하여 얻어낸 결과물이었다. 이후 달력같은 배열에 따라 작업하는 방식은 그의 설치작품의 주요 기본 방식이 됐다. 복잡하고 도전적인 수학적 원리에 따른 '일일 단위의 연산'이 더해져서 1년치 달력을 대체했다. 그는 직접 손으로 써서 이런 종이 작품을 했다. 그 결과 그의 작품은 열과 열에 맞춘 오름차순 혹은 내림차순 숫자, U자형 곡선, 격자, 선, 상자들로 구성되었다. 그는 중립적인 언어인 숫자를 이용하고, 펜, 연필, 타자기, 모눈종이 등을 재료로 사용했다. 이를 통해 그는 그 스스로 Konstruktionen이라 부른 단순한 숫자의 선형적인 구축물들을 만들어냈다. 온 카와라와 비슷하게, 다보벤은 삶의 연속적인 흐름과 포괄적인 명확한 규칙을 둘 다 재현하는 시간 체계를 보여주려 시도했다. 루시 리파드와 카스퍼 쾨니히는 솔 르윗, 칼 앙드레, 한나 다보벤 등의 개념주의 작업을 옹호한 대표적인 이론가들이었다.
1970년대에 다보벤은 글쓰기의 형식에 대해 고민하였다. 그는 하인리히 하이네나 장 폴 사르트르같은 작가들의 글에서 인용구나 단락을 따와 이를 기록하거나, 하나의 패턴으로 이를 번역했다. 1978년 다보벤은 그가 얻었거나 구입했거나 선물로 받은 사진 이미지 혹은 각종 오브제를 시각 자료에 포함시켰다. 그와 함께, 그는 특정한 역사적 사건을 작품에 결부시켰다. 그는 도큐멘타 7에서 <사계 Vier Jahreszeiten>(1981)라 이름붙인 작품을 전시했다. 이 작품에는 키치적인 그림엽서에서 따온 색상이 사용되었다.
또한 다보벤은 1978년에 처음으로 대규모의 설치작품을 계획했다. 이후로, 다보벤은 종종 대규모의 작품을 선보였다. 설치작품인 <1880년에서 1983년 사이의 문화사 Cultural History 1880-1983>에서 그는 1,589개의 인쇄물을 동일한 형식으로 액자에 맞춰 19개의 오브제들과 함께 650 제곱미터(7,000 제곱피트)에 전시했다. 이 작품은 문화, 사회, 역사에서 따온 자서전, 엽서, 영화 스틸컷, 록스타 사진, 1차세계대전과 2차세계대전에 대한 다큐멘터리, 기하학적인 도표같은 직물, 뉴욕시의 주택 현관 견본, 시사잡지의 그림표지, 전후 유럽과 미국의 예술에 대한 전시의 카탈로그 내용물, 저속한 사건들을 적어놓은 달력, 다보벤 자신이 초기 작업들에서 고른 것들을 엮어놓은 것이다.
다보벤이 가장 왕성하게 활동하던 시기의 작업인 <일출/일몰, 뉴욕주, 뉴욕시, 오늘 Sunrise / Sunset, New York, NYC, today>(1984)은 모눈종이에 펠트 펜으로 그린 385개의 드로잉으로 이루어진 작품이다. 각 드로잉은 31x35cm의 크기로 되어있고, 그림엽서와 함께 매달마다 그린 드로잉이 장식되었다. 이 작품에 사용된 그림엽서는 향수를 자극하도록 과거 뉴욕시의 주요 명소를 그려낸 풍경들이었다. 매달의 첫 드로잉은 "오늘(heute)"이라는 제목이 붙여졌다. 그외의 다른 날들은 연속된 숫자가 매겨졌다. 이 드로잉들은 30일이나 31일 단위로 구분되어 벽에 걸렸다. 작품 전체는 살고 일하던 시기이자 과거의 향수를 불러일으키는 시기를 표현한다. 다른 작품인 <1991년 남한 달력 South Korean Calendar, 1991>은 보다 덜 미니멀리즘적인 작품이다. 남한에서 사용하는 달력을 뜯어 만든 이 작업에서, 숫자들은 흰색 점으로 된 레이스 장식같은 패턴들로 채워져있고, 다이아몬드 반지나 스테인레스스틸 손목시계를 그린 작은 청색 드로잉이나 음양 기호나 우아한 한글 서체같은 색색의 세부장식들로 둘러싸여있다.

### 수학적 음악
1980년대에 다보벤은 음악과 사진을 전시에 활용하기 시작했다. 그가 수학적 음악이라고 부른 이 작품들은 행과 열에 따라 숫자들을 소리로 바꾸는 작업이었다. 숫자들은 악보에 할당됐고, 이 숫자의 일련들은 음악적인 악보로 변환되었다. 다보벤은 다른 협력자들의 도움을 받아 이를 오르간, 더블베이스, 하프시코드, 현악 4중주, 실내 관현악 같이 공연가능하도록 작곡했다. 그는 숫자가 각 음계에 대응되도록, 예를 들면 숫자 1은 미, 2는 파, 3은 솔에 대응하는 식으로 변환시켰다. 두자리 이상의 숫자는, 예를 들면 31은 솔-미, 24는 파-라 같은 식으로 두개의 음계에 배당했다. 그리고 0을 포함한 숫자는 분산화음으로 바꾸었다.

## 영향
한네 다보벤 재단이 2000년에 설립되어 젊은 예술가들을 지원하고 있다. 특히 개념주의 예술, 시각예술, 작곡, 문학 분야에서 '공간과 시간'에 대해 연구하는 작가들을 후원하고 있다. 다보벤의 유산을 상속받은 이 재단은 다보벤의 레퀴엠 사이클 전체를 기록하고 있다. 다보벤의 작품들을 보존하고 공중에게 소개하기 위해 재단은 뢰네보르크에서 다보벤이 거주했던 집을 2012년에 사들였다.

## 전시
한네 다보벤의 작품들은 독일과 해외의 수많은 전시에서 소개되었다. 그는 1970년에 암스테르담의 아트&프로젝트에서 독일 밖에서는 처음으로 개인전을 가졌다. 1975년에 그는 두 부분으로 나눠진 작품인 카드 색인 : 서류 보관장을 전시했다. 이 작품은 1978년에 뉴욕 갤러리에서 다시 전시되었고, 이는 미국에 처음 소개된 다보벤의 첫 작품이자, 1976년 이후 전시를 잠정적으로 그만두기로 결심한 이후 소개된 첫 작품이었다. 이후 그는 함부르크의 다이치토르할렌, 에인트호번의 반 아베 미술관, 뉴욕주의 디아 아트센터에서 열었던 주요 전시를 포함해, 유럽과 북미에서 전시를 많이 했다. 도큐멘타 5, 6, 7에도 작품을 출품했으며, 1982년 베니스 비엔날레에는 고트하르트 그라우브너와 볼프강 라이프등과 함께 독일 대표로 참가하기도 했다.
도큐멘타 11에서는 그의 4000개 이상의 드로잉 작업들이 전시의 주요 작품으로 프리데리치아눔의 3개 층에 소개되기도 했다.
다보벤의 작품들은 쾰른의 콘라드 피셔 갤러리에서 처음 소개되었다. 레오 카스텔리는 1973년에서 1995년 사이에 다보벤을 위한 초대전을 9번 열었다. 주세페 판자 부부는 다보벤의 몇몇 작품들을 소장하고 있다. 현재 다보벤의 작품은 뒤셀도르프의 콘라드 피셔 갤러리, 베를린의 클로스터펠데 앤 크로네 갤러리, 뉴욕의 스페론 웨스트워터 갤러리에 소장되어 있다.